# Дэт-метал
Дэт-ме́тал (англ. death metal, от death — «смерть») — экстремальный поджанр метала, характеризующийся искажённым звуком низко настроенных гитар, скоростной техникой исполнения и экстремальным вокалом (гроулинг, скриминг).
Вобрав в себя скорость и сложность исполнения трэш-метала, дэт-метал выделился сначала в отдельный поджанр этого направления (его иногда называют прото-дэт), а потом и в самостоятельный жанр в середине 1980-х годов.
Его возникновению значительно поспособствовали такие трэш-метал команды, как Slayer, Kreator и Celtic Frost, которые сделали упор на агрессивность звучания и скорость игры на инструментах, а также на более искажённый, агрессивно звучащий вокал. Одной из наиболее влиятельных записей в стиле прото-дэт-метала является дебютный полноформатный альбом Seven Churches группы Possessed, выпущенный в 1985 году. Иногда эту работу (наряду с дебютным альбомом группы Death) называют первым альбомом в стиле дэт-метал. Окончательно стиль отделился от трэша во многом благодаря раннему творчеству группы Death с первопроходцем Чаком Шульдинером (который нередко называется «отцом дэт-метала»), и группам вроде Morbid Angel или Obituary, являющимися первопроходцами жанра. В конце 80-х годов и в ранних 90-х годах дэт-метал занял значительное место в релизах популярных метал-лейблов, таких как Metal Blade Records, Earache Records и Roadrunner Records. Со временем дэт-метал совершенствовался и образовал большое количество поджанров.

## Этимология названия жанра
Существуют разные версии происхождения названия «дэт-метал».
Одна из наиболее распространённых гипотез говорит, что название жанра произошло от названия одного из наиболее видных представителей этого жанра, группы Death. В 1983 году группа Death, которая тогда называлась Mantas, выпустила первое своё демо, которое называлось Death by Metal. Название этой демозаписи также могло дать название будущему жанру.
Другой распространённой версией является происхождение названия жанра от демозаписи группы Possessed. В 1984 году она выпустила демо с названием Death Metal. Одноимённая песня присутствовала также и в дебютном альбоме группы 1985 года − Seven Churches.
В 1984 году на лейбле Noise Records был выпущен сплит ряда метал-групп, таких как Helloween, Hellhammer, Running Wild и Dark Avenger. Он получил название Death Metal. В музыкальном плане сплит был ближе к хэви и спид-металу, однако он также мог повлиять на развитие направления, в котором двигался прото-дэт.
Многие считают, что дэт-метал получил своё название прежде всего от характерного «рычащего» вокала и соответствующей тематики в песнях.

## История жанра

### Предыстория и рождение жанра
На раннем этапе, предшествующем появлению дэт-метала, на его истоки в значительной степени повлиял дебютный альбом английской метал-группы Venom Welcome to Hell, ставший также, наряду с альбомом Black Metal, первым альбомом, формирующим такой жанр как блэк-метал. Специфическое звучание этого альбома и его сатанистская идеология оказали огромное влияние на появление экстремальных поджанров метала. Появилось много новых метал-групп, вдохновлённых творчеством этой группы, звучание и тематика которых становились всё более экстремальными.
В 1981 году появилась группа Slayer, также сильно повлиявшая на развитие экстремальной музыки. Хотя группа определяется как трэшевая, она, тем не менее, сильно отличалась от других трэш-метал-групп, таких как Metallica, Megadeth и Anthrax из „большой четвёрки трэш-метала“. Обладая высокой скоростью исполнения, предельной (на то время) жёсткостью звучания, а также активно эксплуатируя темы о смерти, войне, насилии и сатанизме, группа стала культовой. Само название группы переводится с английского языка как „убийца“. Особое влияние на возникновение дэт-метала оказал третий альбом группы Reign in Blood, который отличался крайней брутальностью и агрессивностью, и „буквально вдохновил жанр дэт-метал“.
В 1983 году появилась группа Possessed. Как заявляли сами музыканты, на их творчество и на их дебютный альбом Seven Churches, прежде всего, оказало влияние раннее творчество группы Slayer. Взяв за образец брутальность и скорость группы Slayer и развив элементы сатанизма, группа выпустила демо Death Metal (1984) и альбом Seven Churches (1985), и за эти релизы группу часто считают первой в жанре дэт-метал-группой. Однако главным новаторством в творчестве группы стал инновационный вокал − гроулинг. Именно вокал стал основным отличием формирующегося дэт-метала от трэш-метала.
Лишь немногим спустя после формирования группы Possessed, в том же 1983 году появилась другая влиятельная группа, которая называлась Mantas. Группу первоначально основали три участника — Чак Шульдинер, Кам Ли и Рик Роз. В 1984 году группа выпустила первое демо, которое получило название Death by Metal, затем последовало ещё несколько демо. В том же году группа распалась, а затем собралась вновь, уже под названием Death. Известность группа получила быстро. В металическом андерграунде кассеты демозаписей группы приобрели большую популярность, что и обеспечило успех группе. Агрессивные, искажённые гитарные риффы группы, которые одновременно сопровождались высокоскоростной (по тем меркам) барабанной игрой давали группе стиль, который сделал её популярной. Впоследствии Чак Шульдинер получил прозвище „отец дэт-метала“.
Одновременно с группами Death и Possessed, пионерами жанра дэт-метал были также и такие группы как Autopsy, Necrophagia, Master, Morbid Angel, Massacre, Atheist, Obituary и Cannibal Corpse.
Самый ранний студийный альбом в жанре дэт-метал (если альбомы Possessed Seven Churches (1985) и Beyond the Gates (1986) отнести к прото-дэту) был выпущен группой Necrophagia в феврале 1987 года, получивший название Season of the Dead. В мае того же года группа Death издала свой дебютный студийный альбом Scream Bloody Gore. В связи с тем, что релиз альбома был надолго задержан лейблом Combat Records, именно этот альбом большинством экспертов считается первопроходным студийным альбомом в жанре, и одним из эталонов традиционного дэт-метала.

### Рост популярности
К 1989 году дэт-метал приобрёл значительную популярность среди различных направлений метала, во многих странах появились свои дэт-метал-сцены.
Одновременно с развитием традиционного дэт-метала, к концу 1980-х, стали развиваться новые поджанры. К примеру, известная британская грайндкор-группа Napalm Death выпустила новый (третий) студийный альбом Harmony Corruption, на котором она сменила звучание со сверхскоростного грайндкора на дэт-метал. Альбом Harmony Corruption был агрессивен и техничен, показывал частые и сложные смены ритма, и имел в качестве вокала гроулинг Марка „Барни“ Гринвея. Тематика этого альбома была очень вдумчивая, что сильно его отличало от тематики большинства традиционных релизов дэта.
В 1991 году группа Death выпустила четвёртый студийный альбом под названием Human. Он помог расширить границы бескомпромиссной скорости и техничной виртуозности, привнеся в звучание замысловатые ритм-партии и эмоциональные гитарные соло-партии. Другими примерами могут быть альбомы 1991 года Necroticism - Descanting the Insalubrious группы Carcass, Effigy of the Forgotten группы Suffocation и Clandestine группы Entombed. Общее у этих альбомов − изменчивый ритм, в некоторых случаях очень быстрый, а также ужасающие тексты и гроулинг. Все они были уже не похожи на традиционный дэт-метал, который стал делиться на поджанры, а также образовывать гибриды с другими самостоятельными жанрами.
Пика своей популярности дэт-метал достиг в 1992—1993 годах благодаря творчеству групп Morbid Angel, Cannibal Corpse и Obituary. Однако проникнуть в поп-культуру и мейнстрим жанру не удалось, и он завоевал популярность преимущественно в андерграунде. На популярность жанра также повлияло, к примеру, сильное соперничество между норвежской блэк-металической сценой и шведской дэт-металической сценой. Так, Фенриз, один из основателей группы Darkthrone, которая начинала в стиле дэт-метал, но затем стала одним из пионеров тру-блэка заявил, что „норвежские блэк-музыканты по горло сыты дэт-металической сценой за всё её время существования“.

## Характеристика

### Музыкальные инструменты
Дэт-метал и почти все его поджанры обычно характеризуется крайней степенью жёсткости, агрессии, интенсивности и скорости в музыке, а самые жёсткие его направления находятся на стыке с грайндкором.
В начале развития дэт-метал характеризовался простой композиционной структурой и небогатым мелодизмом, но в дальнейшем, в процессе развития стиля и слияния его с другими музыкальными жанрами, музыка усложнялась. В настоящее время у групп, играющих дэт-метал, нередко можно услышать сложные и для исполнения, и для восприятия композиции.
Группы, играющие в этом жанре, чаще всего имеют не менее двух гитаристов (изредка, в основном при студийной работе, бывает и один (как, например, было в ряде альбомов Hypocrisy), исполняющий несколько гитарных партий), басиста, вокалиста и барабанщика. Для данного стиля характерно наличие в составе барабанной установки одной бас-бочки для игры с использованием кардана или двух. Инструменты, используемые для игры в дэт-метале, не отличаются от используемых в хэви-метале, но структурная доля их использования несколько иная.
Какие-то отклонения от этих инструментов бывают достаточно редко, что особенно заметно по записям, вышедшим в 80-х — первой половине 90-х годов. Так, клавишные, к примеру использовались лишь небольшими фрагментами для создания особой атмосферы Hypocrisy, Morbid Angel и др., хотя уже тогда некоторые группы, например Septic Flesh, стали активно добавлять звук синтезатора и других инструментов. Тенденция к более широкому внедрению клавишных и иных инструментов началась с середины 90-х годов. В это же время, в рамках экспериментов, начинают использоваться хоры и оперные голоса, как например на альбомах Ophidian Wheel, The Eldest Cosmonaut, A Fallen Temple и более поздних группы Septic Flesh. Некоторые группы, например Therion, в это время стали ставить эксперименты, добавляя в своё звучание симфоническую музыку, оперные голоса и стали, таким образом, родоначальниками симфоник-метала.
Дэт-метал известен своей неровной сменой музыкального темпа и размера, чрезвычайно быстрой и сложной гитарной игрой, атональными рифами и соло, а также двойными басовыми барабанными партиями. Типично использование бласт-бита для добавления звучанию садистического характера (звук похож на профессиональный стук ножа шеф-повара по разделочной доске). Большинство групп используют заниженный и искажённый гитарный звук. Обычно используются две гитары, которые одновременно выполняют роли ведущей и ритм-гитары. Используются также заниженные и иногда искажённые бас-гитары. Считается, что из всех подстилей метала дэт-метал наиболее труден для исполнения музыкантами в физическом плане.
Гитары в дэт-метале характерны высокоскоростными, низкими и искажёнными партиями. При гитарных партиях характерна техника Palm muting и тремоло. Барабанные партии жёстки и быстры, характерны использованием двойного баса и бласт-бита, который является одной из основных характерных черт жанра.
Дэт-метал может включать хроматические прогрессии аккордов и песни разнообразной структуры, редко используя стандартную куплет-припевную структуру композиции. Такая структура композиции, как правило, подчёркивает поступательное развитие темы и мотивов.

### Вокал и тематика песен
В вокале характерно использование специфического мужского (а иногда и женского — как пример Ангела Госсов (Angela Gossow) из Arch Enemy) рыка (гроулинга), который часто превращает слова песни в малопонятное «звериное» рычание. Иногда используется скриминг, который отличается крайне высоким и истерическим тоном (визгливый крик), или наоборот — крайне низкий гортанный вокал-штробас, как у Антти Бомана, вокалиста группы Demilich. В более мягких направлениях дэт-метала (мелодичный дэт-метал) иногда может использоваться и чистый вокал.
Для получения подобного вокала голос певца в настоящее время иногда обрабатывается компьютером, дисторшном или гармонайзером, но особым уважением среди музыкантов и поклонников стиля пользуются вокалисты, «рычащие» без использования вспомогательных средств. Таковым например является бывший вокалист группы Cannibal Corpse и нынешний вокалист группы Six Feet Under Крис Барнс.
В отличие от грайндкора в дэт-метале считается неуважением использование вокалов, которые имеют нечеловеческое происхождение. Поэтому вокал в дэт-метале носит менее экстремальный характер, чем в грайндкоре. В дэт-метале обычно используется один вокалист, тогда как в грайндкоре в вокале могут участвовать практически все участники группы. Однако в пограничных с грайндкором стилях могут использоваться и вспомогательные вокалы.
В плане тематики дэт-метал изначально был связан с мрачной и тёмной стороной жизни людей. В частности, сюжет песен многих первопроходцев жанра был связан с фильмами ужасов, например, творчество ранних Death, Cannibal Corpse, Mortician.
Достаточно большую роль в тематике значительного количества дэт-метал-групп играет и сатанистская тематика. Так, например, сатанизм является или являлся основной тематикой таких групп, как Deicide, Morbid Angel, Possessed.
В тематике также встречается оккультизм, мистицизм, философия. Некоторые дэт-метал-группы, например Napalm Death, активно эксплуатируют тематику социальной несправедливости, также социальные проблемы зачастую поднимаются группами в интервью. Социально-политической проблематике посвящены тексты групп Misery Index и Dying Fetus.
Со временем также появилась философская лирика (позднее творчество Death, Obscura) или просто описательная тематика.

## Поджанры и производные

### Традиционный дэт-метал
Альбомы Scream Bloody Gore (1987) и Seven Churches (1985) групп Death и Possessed соответственно являются примерами раннего дэт-метала, который также называют традиционным или классическим. Американская школа (в начале сконцентрированная во Флориде), характеризуется почти полным сходством её представителей. Это было вызвано тем, что группы изначально записывались в одной студии (Morrisound Recording, Тампа, Флорида) под руководством одной продюсерской группы (в основном звуком заведовал Скотт Бёрнс). Представители: Death, Obituary, Morbid Angel, Malevolent Creation.
Традиционный шведский дэт отличается уникальным звуком, с гитарами, настроенными ниже, чем обычно. Также как и в США, первые шведские группы записывались в одной студии — Sunlight Studios под руководством Thomas’a Skogsberg’a. Шведское звучание стало одним из распространённых стандартов и вызвал массу последователей и экспериментаторов на основе низко настроенных гитар. Представители: Entombed, Dismember, Grave, Edge of Sanity (ранние).

### Техничный дэт-метал
Техничный дэт-метал характеризуется поиском нового звучания и музыки. Это может быть добавление клавишных или других нетипичных инструментов (Nocturnus — синтезатор, Pan.Thy.Monium — саксофон, Death Organ — Орган Хаммонда), или добавление элементов других, весьма далёких от традиционного дэта стилей, включая и не относящиеся к рок-музыке (Atheist — джаз, Necrophagist — классическая музыка). Также это может быть разносторонность, характерная для прогрессивного метала (Opeth, Alchemist), необычное применение музыкальных инструментов (Gorguts, Djent-исполнители).

### Мелодичный дэт-метал
Такие группы, как In Flames, At the Gates и Dark Tranquillity из шведского Гётеборга заложили основы мелодичного дэт-метала в середине 1990-х. Кроме того, релиз Heartwork (1993) британской группы Carcass, ранее игравшей в стиле горграйнд, сменившей звучание в сторону резкого увеличения мелодизма, также является ключевым в формировании нового поджанра. Есть и финские представитель мелодик дэт-метал школы — Children of Bodom, Kalmah, Norther, и мн.др.

### Дэтграйнд
Дэтграйнд образовался в результате смешения дэт-метала с грайндкором, в основном благодаря релизам британских групп Carcass, Napalm Death и Bolt Thrower. К известным представителям дэтграйнда относят группы Brujeria, Pig Destroyer, Exhumed и Misery Index.

### Брутальный дэт-метал
Альбомы Eaten Back to Life (1990) и Butchered at Birth (1991) группы Cannibal Corpse стали предтечей к поджанру брутальный дэт-метал, более тяжёлого, скоростного и ритмически сложного, чем традиционный дэт. В отличие от более хаотичного дэтграйнда, брутальный дэт демонстрирует сильно организованную ритмическую основу. К другим представителям относятся Suffocation, Devourment, Skinless, Krisiun, Vital Remains, Severe Torture, Internal Bleeding и прочие.

### Дэткор
С ростом популярности металкора некоторые его черты проникли в дэт-метал. Группы Suicide Silence, Carnifex, Salt the Wound и Job for a Cowboy объединили металкор и дэт-метал. В данном поджанре скоростные ударные (в том числе бласт-биты), низко настроенные гитары, тремоло и гроулинг от дэт-метала сочетается со скримингом, мелодичными риффами и брейкдаунами от металкора. По заявлению журнала Decibel, наработки группы Suffocation послужили основой для появления дэткора.

### Дэт-дум-метал
Гибрид традиционного дэта и дум-метала. От дума жанр перенял меланхоличную атмосферу и пониженный темп, от дэта — агрессивные риффы, двойные ударные и гроулинг. Появился в конце 1980-х годов и получил некоторую популярность в 1990-х. Первопроходцами были Winter, Asphyx, Disembowelment, Paradise Lost и My Dying Bride.

### Блэк-дэт-метал
Этот поджанр сочетает свойства дэт-метала и блэк-метала. Как правило, в поджанре сочетается сырое звучание блэк-метала и тяжесть дэт-метала. С середины 1990-х блэк/дэт стали исполнять и развивать такие группы, как Belphegor, Sacramentum, Behemoth и прочие.

### Дэт-н-ролл
Дэт-н-ролл представляет собой дэт-метал с примесью элементов танцевального рока (панк-рока, хард-рока и рок-н-ролла), в результате чего образуется весьма специфическое звучание, не характерное ни для одного из направлений дэта. Основным отличием жанра являются специфические гитарные партии от этих направлений рок-музыки («задористость»). От дэта стиль перенимает гроулинг, двойные барабаны. Также стиль характерен относительно лёгким саундом и запоминающимися гитарными партиями.
Типичными представителями этого направления являются группы Debauchery, Entombed, Gorefest, Six Feet Under.

## Региональные сцены

### Северная Америка
- США:
  -  Флорида[38]: одна из самых известных сцен, в которую входят первопроходцы жанра — Death, Obituary, Morbid Angel, Atheist, Cannibal Corpse (с 1994 года), а также другие известные группы — Deicide, Cynic, Malevolent Creation, Nocturnus, Six Feet Under, Hate Eternal, Monstrosity. В настоящее время наблюдается упадок сцены из-за отсутствия должного промоушена групп.[39]
  -  Калифорния: родина другой родоначальницы жанра — группы Possessed. С конца 1980-х и в течение 1990-х на этой сцене преобладали тяжёлые брутал-дэт- и дэтграйнд-коллективы, как например Vile, Impaled, Deeds of Flesh, Disgorge, Autopsy, Terrorizer, Brain Drill.
- Канада[40][41]: в последние годы наблюдается широкое признание этой сцены в СМИ. Наиболее известная группа — Kataklysm, которая отличилась своими сверхскоростными бласт-битами в раннем творчестве (так называемый «Northern Hyperblast»). Многие группы исполняют техничный дэт-метал: Cryptopsy, Gorguts, Martyr, Quo Vadis, Neuraxis.
- Мексика[источник не указан 2421 день]: присутствуют группы разных направлений, но наиболее известны представители дэтграйнда (Aphses, Disgorge, Brujeria).

### Европа
- Великобритания: группы Carcass, Napalm Death, Bolt Thrower, Unseen Terror, Defecation и другие внесли огромный вклад в экстремальное направление дэтграйнд, а также стали родоначальниками грайндкора.
- Швеция[42][43]: в конце 1980-х появилось много дэт-метал-групп, таких как Nihilist, Entombed, Grave, Carnage, Dismember и Unleashed. В начале 1990-х шведский Гётеборг стал центром развития мелодичного дэт-метала, например такими группами, как Dark Tranquillity, At the Gates и In Flames.
- Финляндия[источник не указан 2421 день]: родоначальниками финской классической дэт-сцены стали такие коллективы, как Sentenced (раннее творчество, так как уже с третьего альбома они начинают играть мелодичный дэт-метал), Demigod, Convulse, Demilich, Funebre, Adramelech, Purtenance, Rippikoulu.
- Германия[источник не указан 2421 день]: наиболее известные дэт-метал-группы Atrocity и Crematory испытывают влияние готик-метала.
- Испания[источник не указан 2421 день]: сцена характеризуется большим разнообразием групп.
- Польша[источник не указан 2421 день]: одна из молодых сцен, вдохнувшая в дэт-метал новые веяния. Наиболее известные представители: Trauma, Vader, Decapitated, Behemoth.
- Россия[источник не указан 2421 день]: доминирует мелодичный дэт-метал, а также дэткор. Формирование российской дэт-метал сцены началось вскоре после появления на свет жанра в начале 90-х годов, и продолжается по сей день. Многие дэт-метал-группы со временем сменили жанр на другой, и лишь немногочисленные группы издали несколько студийных альбомов. Одной из первых групп в начале 90-х годов в России была Mortem, музыку которой часто отождествляют с ранними Cannibal Corpse.

## Лейблы и фестивали
Важнейшими дэт-метал-лейблами являлись Earache Records, Metal Blade Records, Relativity Records и Roadrunner Records. К примеру, на Earache Records издавались Carcass, Napalm Death, Morbid Angel и Entombed, а на Roadrunner Records − Obituary и Pestilence. Далеко не все лейблы были лейблами дэт-метала, они могли иметь далёкое отношение даже просто к металу. Тем не менее они стали флагманом дэт-метал-групп на протяжении всех 90-х годов XX века. Впоследствии появились и новые лейблы, которые продвигали жанр, такие как Nuclear Blast, Century Media Records, и Peaceville. Многие из лейблов помимо продвижения дэт-метала успешно продвигали и другие «металические» жанры на протяжении 1990-х и 2000-х годов.
В сентябре 1990 года менеджер группы Death Эрик Грейф решил организовать проведение первого в США дэт-метал-фестиваля, который получил название «день Смерти» (англ. Day of Death). Фестиваль прошёл в пригороде Милуоки, Висконсин. В нём приняло участие 26 групп этого жанра.
С 2009 года в Англии проводится дэт-метал-фестиваль «Deathfest».

## Лучшие представители жанра согласноLoudwire
В 2017 году американский онлайн-журнал Loudwire, посвященный хард-року и металу, опубликовал список 10 лучших, по их мнению, групп дэт-метала:
1. Death
2. Cannibal Corpse
3. Morbid Angel
4. Suffocation
5. Immolation
6. Bolt Thrower
7. Gorguts
8. Carcass
9. Vader
10. Autopsy